# Starosedlský hrádek
Starosedlský hrádek je zámek ve stejnojmenné vesnici severovýchodně od Březnice v okrese Příbram ve Středočeském kraji. Na jeho místě stávala středověká tvrz, která byla ve druhé polovině šestnáctého století renesančně přestavěna a později upravena v barokním slohu. Zámecký areál je chráněn jako kulturní památka.

## Historie
První písemná zmínka o Starém Sedle pochází z roku 1376, kdy vesnice patřila Petru Lidovi ze Starého Sedla. V patnáctém století na zdejší tvrzi sídlil Soběhrd a po něm jeho syn Mikuláš. Později statek připadl jako odúmrť panovníkovi, a od krále Ladislava jej získali bratři Diviš a Václav z Nechvalic. Dalším majitelem se stal Jan Štěpánovec z Vrtby, který jako přívrženec Rožmberků vedl od roku 1469 spory se Zmrzlíky ze Svojšína, kteří sídlili v Tochovicích a na Orlíku. Jan Zmrzlík ze Svojšína proto starosedlskou tvrz v roce 1472 dobyl.
Jan Štěpánovec zemřel nejpozději roku 1474 a statek přešel na Sezimu z Vrtby, ale i on zemřel brzy poté. Zůstala po něm vdova Vracka z Velhartic a nezletilé děti. Jedním z dětí byla Eliška z Vrtby, která se později provdala za Jaroslava Libštejnského z Kolovrat a žila s ním v Hořovicích. Během těžké nemoci v roce 1519 odkázala tvrze, dvory a vsi Tušovice a Staré Sedlo svému synu Bedřichovi Libštejnskému z Kolovrat. Ten majetek zdědil v roce 1530, ale nejpozději následujícího roku zemřel a majetek připadl jeho nezletilým bratrům, za které je spravovala Marjana Libštejnská z Chrástu, druhá manželka Jaroslava Libštejnského. V roce 1549 se statků ujal starší z bratrů Albert Libštejnský z Kolovrat. Ve druhé polovině šestnáctého století byla stará tvrz přestavěna na renesanční zámek.
Albert vyplatil nároky svého bratra Jaroslava a praktickým hospodařením rozšířil majetek zchudlého rodu. Oženil se s Benignou Velserovou z Cimburka († 1654), podruhé roku 1559 s Lidmilou ze Švamberka a potřetí o rok později s Eliškou z Říčan. Eliška zemřela v roce 1585 a brzy po ní i Albert. Starosedlský hrádek po něm převzal Jaroslav, druhý z pěti Albertových synů. Jaroslavovy dluhy uhradila jeho manželka Kateřina Mezeřická z Lomnice, a proto na ní v roce 1593 statek převedl. Kateřina však brzy poté zemřela, a Jaroslav se podruhé oženil s Kateřinou Boubinskou, rozenou Kábovou z Rybňan. Bezdětný Jaroslav jí odkázal celý statek s tím, že jej měla užívat až do své smrti a po ní měl přejít na Jaroslavova bratra Jindřicha a jeho dědice. Jaroslav zemřel v roce 1617. Během stavovského povstání Starosedlský hrádek v roce 1620 zabraly české stavy a výnosy ze statku určily lidem, jejichž majetky vyplenilo císařské vojsko. Po bitvě na Bílé hoře však statek znovu spravovala Kateřina až do své smrti v roce 1625.

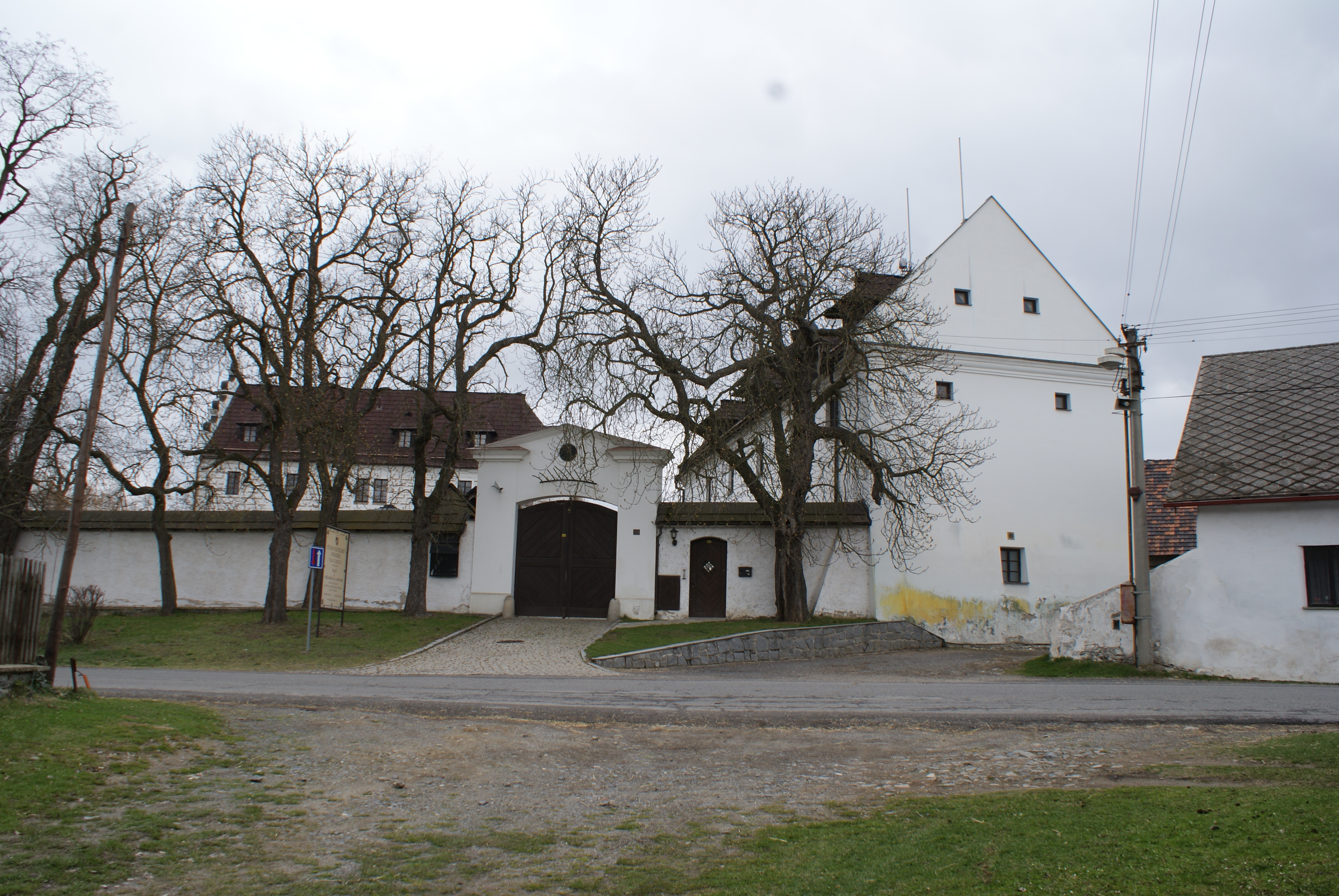
Brána do dvora

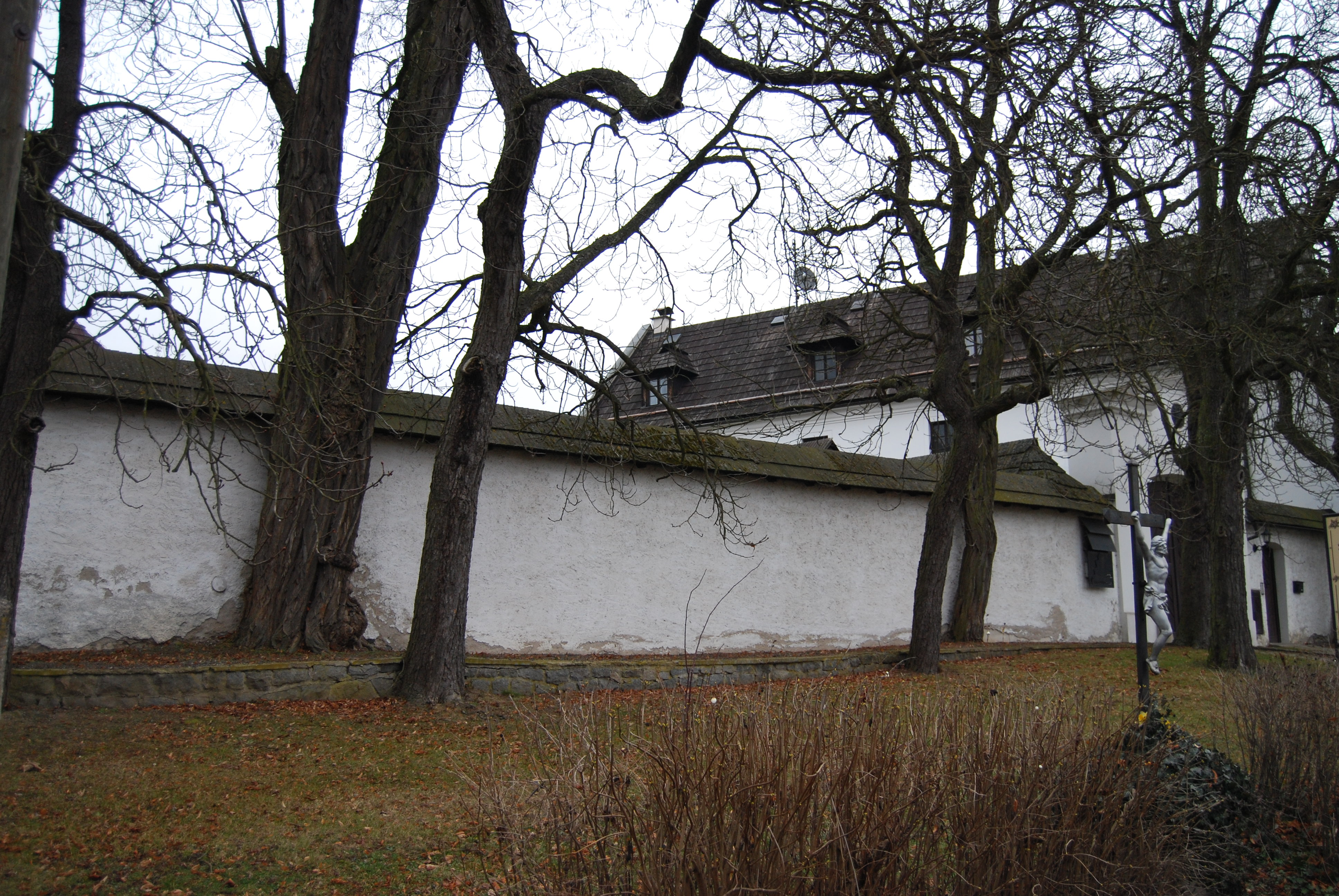
Ohradní zeď

Dalším majitelem panství se stal Jindřich Libštejnský z Kolovrat. Poslední vůlí odkázal Starosedlský hrádek a Řepici manželce Elišce z Lobkovic, aby byly zajištěny její potřeby až do konce života. Dědičné právo však zůstalo Oldřichu Františkovi Libštejnskému z Kolovrat a po něm Václavovi Libštejnskému. Václav vstoupil do jezuitského řádu a po smrti Elišky z Lobkovic v roce 1663 odkázal po dobu deseti let výnosy z Hrádku a Strýčkov na stavbu jezuitské koleje a kostela v Praze. Pokud by po této době ještě žil jeho bratranec František Karel Libštejnský z Kolovrat, měly mu být oba statky prodány a získané peníze použity na stavbu profesorských bytů. František Karel však své kupní právo přenechal jezuitské koleji v Březnici. Tamní jezuité Hrádek koupili a využívali jej jako letní sídlo až do zrušení řádu v roce 1773. Poté statek spravoval náboženský fond a v roce 1868 zámek koupili Schwarzenbergové, kterým patřil do roku 1948. Ve druhé polovině dvacátého století zámek sloužil místnímu národnímu výboru, byla v něm škola a garáže jednotného zemědělského družstva.

## Stavební podoba
Tvrz byla postavena na nízké ostrožně nad Zámeckým rybníkem. Dvoupatrová budova vlastní tvrze má dvě křídla, z nichž v jižním jsou zachovány části pozdně gotické stavby z patnáctého století. Na fasádách se dochovala psaníčková sgrafita. Přízemní místnosti jsou zaklenuté hřbínkovými klenbami a valenými klenbami s výsečemi. V jedné z místností jsou použity čtyři pole hřebínkové klenby nesené středním pilířem. Z dalších architektonických prvků se dochovaly sedlové portály.
Ke tvrzi přiléhá dvůr, jehož východní stranu tvoří přízemní domy čp. 2 a 38, které původně sloužily jako hospodářské a správní zázemí. Stavba uzavírající severní stranu dvora byla postavena v devadesátých letech dvacátého století na místě zchátralé stodoly a chlévů.

### Kaple Nejsvětější Trojice
Jižně od dvora se nachází zahrada, v jejímž nároží stojí kaple Nejsvětější Trojice z konce šestnáctého století. Kaple má obdélný půdorys, půlkruhový presbytář a loď sklenutou hřebínkovou klenbou. Předsíň je barokní.